# Désiré Merchez
Désiré Alfred Mérchez (Lilla, Nord, 16 d'agost de 1882 – Niça, 8 de juliol de 1968) va ser un nedador i waterpolista francès que va competir a primers del segle XX.
El 1900 va prendre part en dues proves del programa de natació dels Jocs Olímpics de París. En la prova dels 200 metres per equips va guanyar la medalla de bronze, formant equip amb Louis Martin, René Tartara, Georges Leuillieux i Houben; mentre en els 1000 metres lliures quedà eliminat en la ronda preliminar. A més a més, també formà per de l'equip Pupilles de Neptune de Lille #2, un dels quatre equips francesos en la competició de waterpolo, amb el qual guanyà la medalla de bronze.